# Bourtange
Bourtange (in Gronings: Boertang; 0,25 km², 270 ab. circa) è una cittadina del Nord-est dei Paesi Bassi, facente parte della provincia di Groninga e del comune di Vlagtwedde (regione di Westerwolde) e situata al confine con la Germania. Fu comune indipendente dal 1808 al 1821.
Si tratta di un borgo fortificato dalla caratteristica forma a stella pentagonale, realizzato come tale nel 1580, durante la guerra degli ottant'anni, da Guglielmo I d'Orange .

## Geografia fisica
Bourtange si trova a circa 6 km a sud-est del villaggio di Vlagtwedde.

## Origini del nome
Il toponimo Bourtange è formato dalla parola olandese boer, ovvero "contadino", in riferimento agli abitanti del luogo, e dal termine olandese tange, ovvero "cresta di sabbia" e riflette la storia del luogo come piccolo insediamento agricolo su una collina sabbiosa circondata da paludi.

## Storia

### Le origini
La sua posizione strategica al confine tra le Province Unite e la Germania lo rese presto un punto di interesse militare.

### La costruzione della fortezza
Nel 1580, durante la guerra degli ottant'anni tra le Province Unite e la Spagna, Guglielmo I d'Orange ordinò la costruzione di una fortezza a Bourtange. La sua forma a stella pentagonale, unica nel suo genere, era all'avanguardia per l'epoca e garantiva una difesa ottimale contro gli attacchi nemici. La fortezza era inoltre circondata da un fossato pieno d'acqua e da una serie di bastioni e terrapieni.

### Il ruolo militare
Bourtange svolse un ruolo chiave nella difesa delle Province Unite durante la guerra degli ottant'anni. La sua posizione strategica permetteva di controllare il passaggio tra le province e la Germania, impedendo alle truppe spagnole di invadere il territorio. La fortezza resistette a numerosi attacchi e assedi, diventando un simbolo della resistenza olandese.

### Il declino e la ricostruzione
Dopo la fine della guerra degli ottant'anni, Bourtange perse gradualmente la sua importanza militare. Le fortificazioni vennero trascurate e caddero in rovina. Il villaggio all'interno della fortezza si ridusse a un piccolo borgo agricolo.
Nel XX secolo, Bourtange venne riscoperta come sito storico di grande valore. A partire dagli anni 1960, iniziarono i lavori di restauro della fortezza, che riportarono all'antico splendore le mura, i bastioni e i canali.

## Monumenti e luoghi d'interesse
Bourtange è una popolare attrazione turistica. Il villaggio fortificato è stato completamente restaurato ed è possibile visitarlo a piedi o in bicicletta. I visitatori possono ammirare le mura e i bastioni, il museo militare, i negozi di artigianato e i ristoranti. Bourtange è inoltre un luogo ideale per passeggiate nella natura e per gite in bicicletta nei dintorni.
Il borgo vanta undici edifici classificati come rijksmonumenten.

## Società

### Evoluzione demografica
Al censimento del 2001, il villaggio di Bourtange contava una popolazione pari a 267 abitanti.

## Cultura

### Eventi
Ogni anno a Bourtange si organizzano diverse manifestazioni, tra cui:
- La Festa della Fortezza: un evento di due giorni con rievocazioni storiche, spettacoli e musica dal vivo.
- Il Mercatino di Natale: un mercatino tradizionale con bancarelle di artigianato e prodotti gastronomici.
- Le Giornate della Fortezza Aperta: un evento che permette di visitare gratuitamente la fortezza e di partecipare a visite guidate.

## Galleria d'immagini

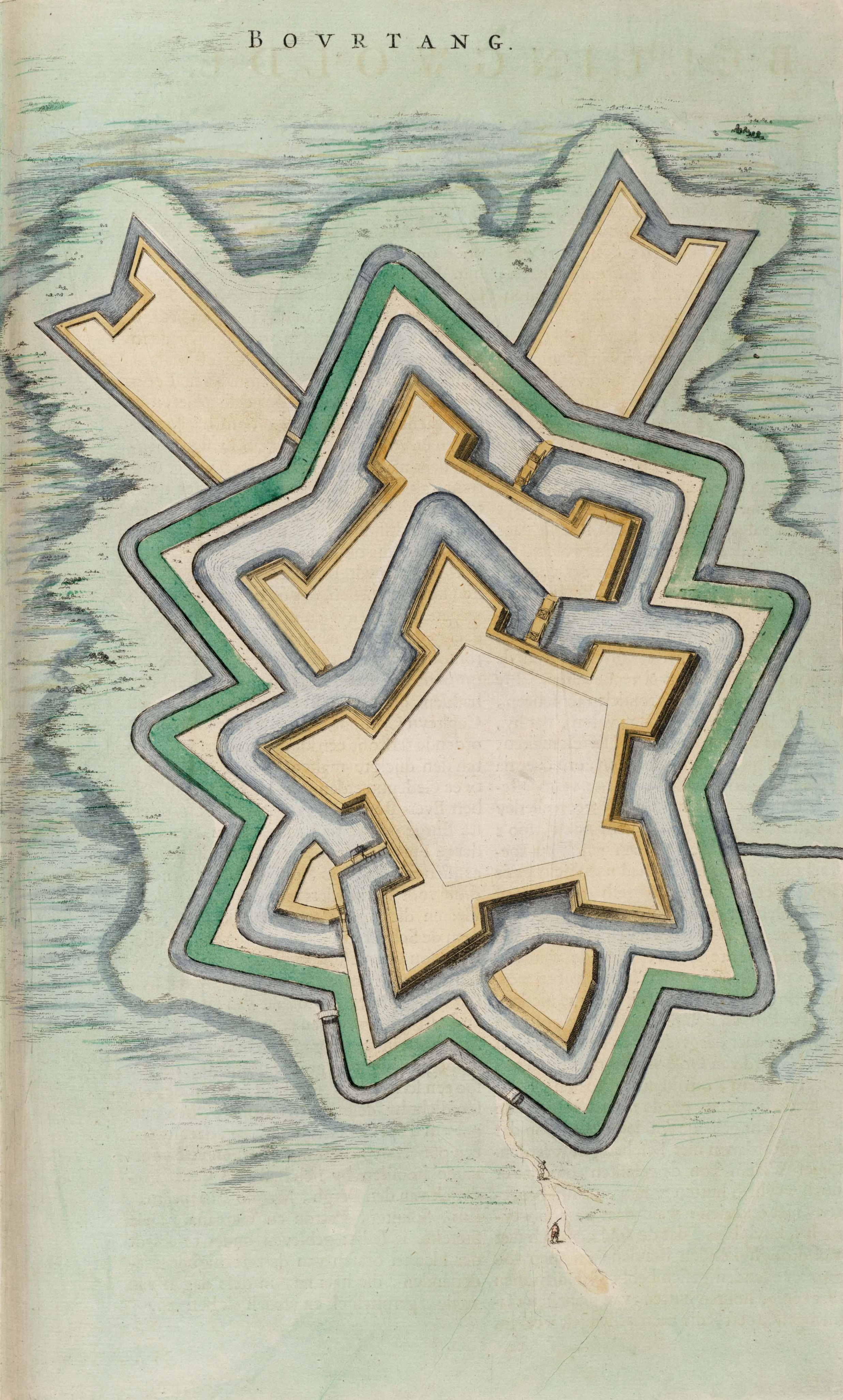
Atlas van Loon, 1649
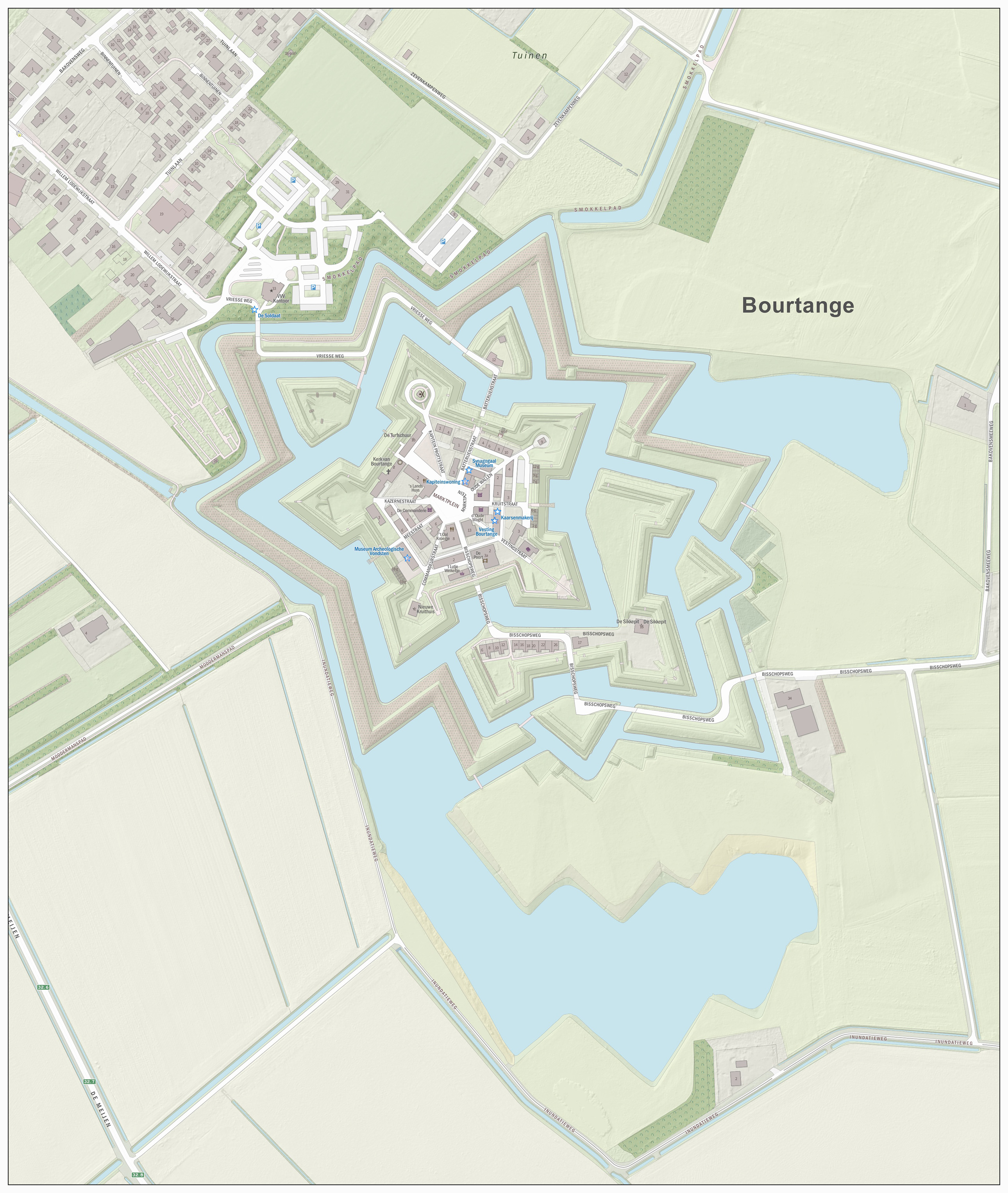
Mappa topografica
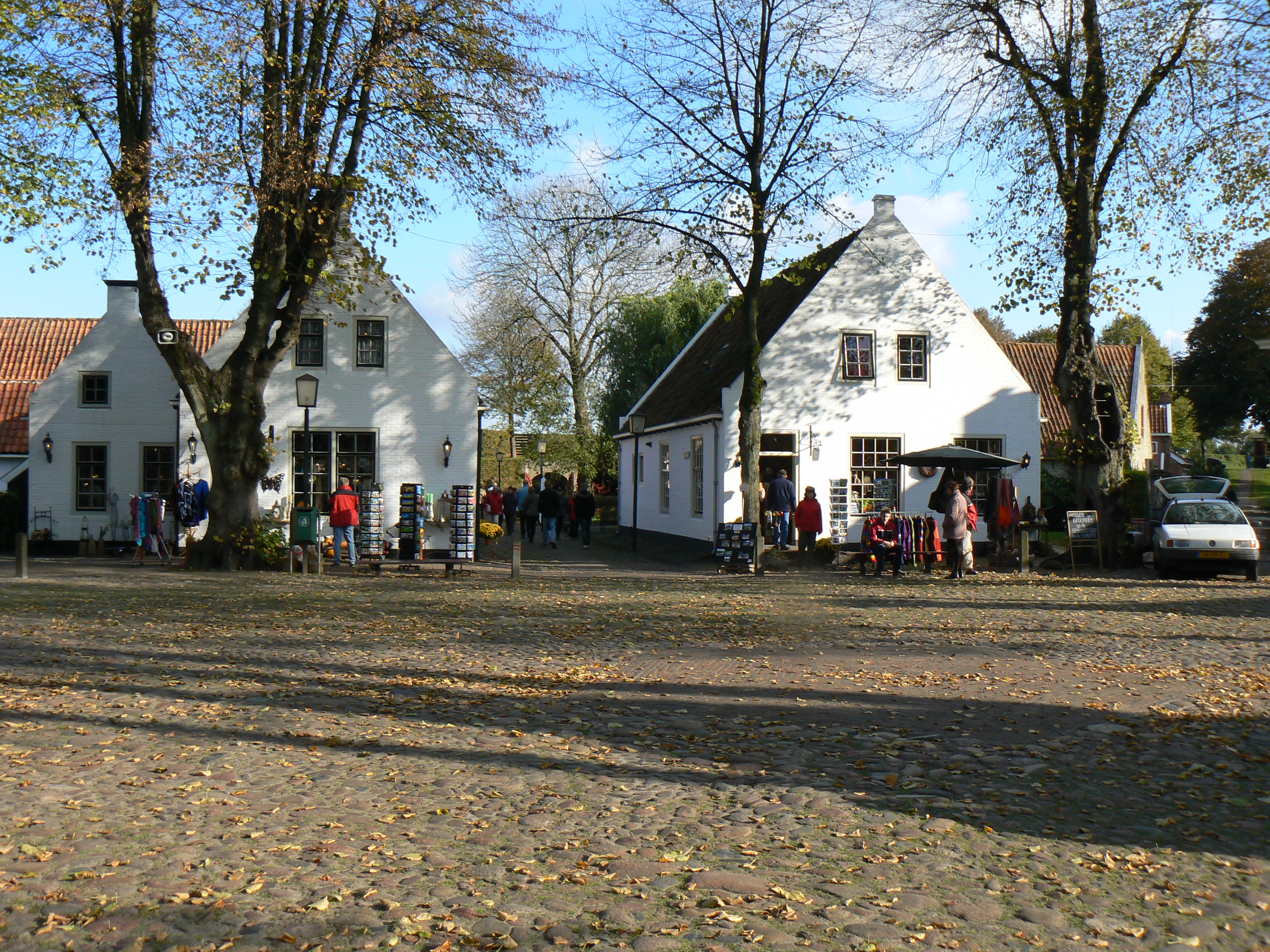
Edifici classificati come rijksmonumenten
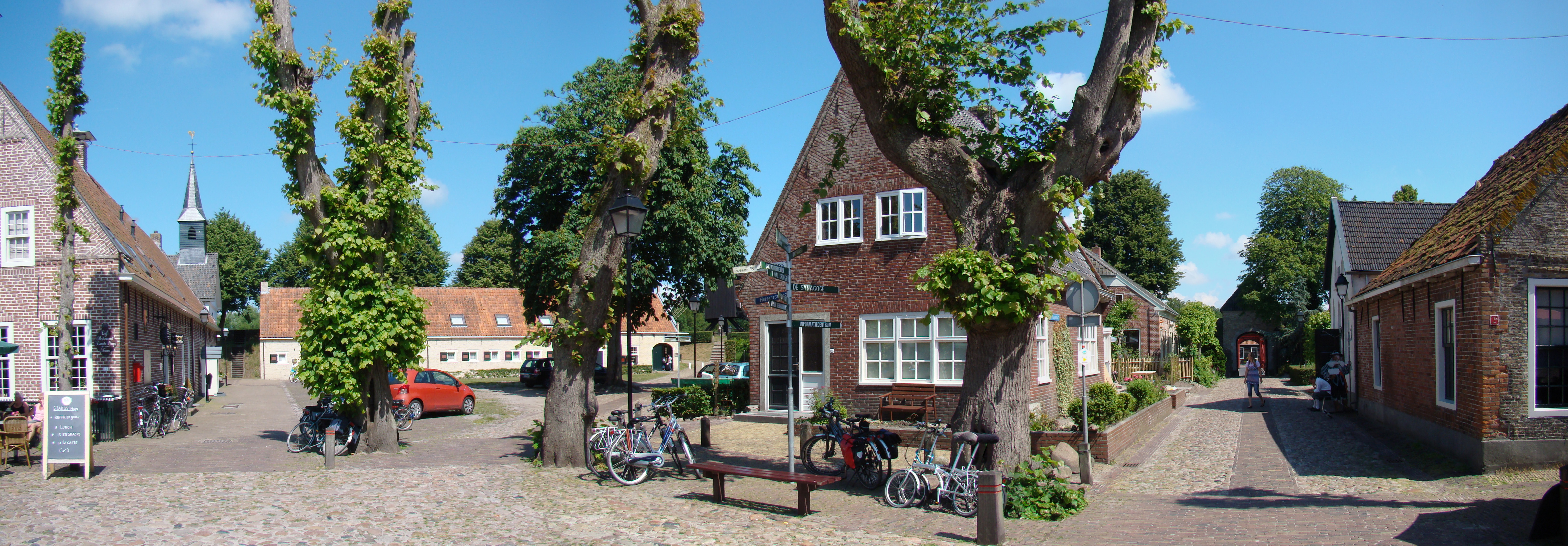
Panorama